# Filiberto Menna
Filiberto Menna (Salerno, 11 novembre 1926 – Roma, 6 febbraio 1989) è stato uno storico dell'arte italiano, studioso di arte moderna, docente universitario all'università di Salerno e alla facoltà di architettura dell'università La Sapienza di Roma.

## Biografia
Suo padre era Alfonso Menna, sindaco di Salerno dal 1956 al 1970. Laureato in medicina prima che in storia dell'arte. Grazie alla sua pubblicazione di La profezia di una società estetica, trova affinità poetica con l'artista sarda Maria Lai. Nel 1959 sposò Bianca Pucciarelli, poetessa nota con lo pseudonimo di Tomaso Binga, di origini prettamente lucane. A partire dal 1960 si delinearono con chiarezza i tratti salienti dell'orientamento critico del Menna. Del 1962 il suo primo libro, un importante saggio dedicato a Mondrian, artista che ricorrerà costantemente nella biografia intellettuale di Menna, il quale prosegue le sue ricerche nell'ambito delle Avanguardie storiche occupandosi di Futurismo. Si schierò nettamente a favore delle forme più rigorose di astrazione, in altri interventi approfondì la natura e il design: da tale esperienza nacque il libro Industrial design, nel quale è già pienamente sviluppato il tema di una possibile integrazione dell'arte con la produzione industriale e quindi con la società moderna. Sempre attento a riflettere sul ruolo della critica (Critica della critica, 1980) e a discutere i temi dell'architettura e del disegno industriale (Industrial Design, 1962, La regola e il caso. Architettura e società, 1970), nel corso degli anni Filiberto Menna ha accompagnato l'impegno di ricerca con un'intensa attività curatoriale - è stato, tra l'altro, commissario alla Biennale di Venezia e alla Quadriennale di Roma – e di critica militante.
Storico dell'arte, teorico, critico militante, docente universitario, curatore di mostre, operatore culturale politicamente impegnato, Filiberto Menna ha incrociato nelle sue scritture discorsi e saperi differenti, ragionando di pittura e design, architettura e città, estetica, poesia, riconoscendo nel Moderno il nodo privilegiato della propria riflessione.
Giunto alla critica d’arte dopo studi in Medicina, Filiberto Menna si è formato alla scuola di Lionello Venturi e di Giulio Carlo Argan, che lo introducono alla esigenza di fare dello studio dell'arte una scienza. Nel 1962 pubblica la prima monografia dedicata a Piet Mondrian (riedita nel 1999), cui segue, nel 1967, quella su Enrico Prampolini, volumi che privilegiano l'analisi di figure significative dell'Avanguardia storica, oggetto di riflessione nel saggio, edito per la prima volta nel 1968, Profezia di una società estetica.
Verso la fine degli anni '60 era stato il riferimento culturale del movimento artistico della pittura analitica
Risale agli anni fra il Sessanta e il Settanta l'interesse per il Surrealismo, che nel corso dell'anno accademico 1972-73 fu al centro delle attività dell'Istituto di Storia dell'Arte dell'Università di Salerno diretto da Filiberto Menna, che nell'ateneo salernitano è stato titolare della cattedra (la prima in Italia) di storia dell'arte contemporanea e preside della Facoltà di Magistero fino al trasferimento nel 1978 alla facoltà di Architettura di Roma. Un passaggio, questo, che ha segnato la fine dell'intensa stagione salernitana dello studioso, caratterizzata oltre che da una dinamica attività accademica, da un coraggioso impegno politico e istituzionale documentato dai saggi raccolti nel volume Dentro e fuori. Intellettuali e istituzioni, pubblicato alla vigilia della conclusione del mandato al consiglio regionale campano, dove Menna era stato eletto come indipendente nelle liste del P.C.I..
È del 1975 il suo libro più noto, La linea analitica dell'arte moderna, costantemente riproposto per la lucidità e l'originalità del suo impianto teorico, cui segue, nel 1980 una riflessione sullo statuto della critica (Critica della critica) . Nel 1982 pubblica Quadro critico. Dalle avanguardie all'Arte Informale.
Industrial Design (1962) e La regola e il caso. Architettura e società (1970) raccolgono, invece, i suoi interventi più direttamente rivolti al tema della progettazione architettonica.
L'impegno di ricerca si accompagna a un'intensa attività di critica militante, che Filiberto Menna svolge ininterrottamente dal 1960, prima su Telesera, poi sul Mattino e Il Globo, infine sul Corriere della Sera e Paese sera (1978-89) dove, caso abbastanza raro nei quotidiani italiani, curerà una pagina interamente dedicata all'arte. Nel 1982 fonda la rivista Figure, dedicata a studi di riflessione teorica sull'arte contemporanea e sull'estetica del Moderno.
Curatore di moltissime mostre – è stato, tra l'altro commissario alla Biennale di Venezia, cura la sezione Gli anni settanta della mostra Linee della ricerca artistica in Italia dal 1960 al 1980, edizione 1981 della Quadriennale di Roma –, Menna è legatissimo all'idea di un'arte che si fa esperienza viva e partecipata. Da questo modo d'essere nasce l'Astrazione povera, il progetto di ripensamento di una logica analitica della pittura, attorno a cui raccogliere un gruppo di artisti in una serie di iniziative comuni. La sua attività di studioso prosegue intensa anche negli ultimi anni. Nel 1988 pubblica, infatti, William Hogarth. L'analisi della bellezza e Il progetto moderno dell'arte, ultimo, decisivo lascito della sua visione prospettica e appassionata dell'arte e del mondo.

## Pubblicazioni
- Industrial design, Edizioni Villar, Roma, 1962.
- Mondrian. Cultura e poesia, prefazione di G. C. Argan, Edizioni dell'Ateneo, Roma, 1962
- Enrico Prampolini, De Luca Editore, Roma, 1967.
- Profezia di una società estetica. Saggio sull'avanguardia artistica e sul movimento dell'architettura moderna, Lerici, Roma, 1968 (ora Officina Edizioni, Roma, 1983)
- La regola e il caso. Architettura e società, Ennesse Editrice, Roma, 1970.
- La linea analitica dell'arte moderna. Le figure e le icone, Einaudi, Torino, 1975 (1977-1983-2001-2009).
- Critica della critica, Feltrinelli, Milano 1980 (1981).
- con  Eugenio Battisti, Andrea Carnemolla, Master Rajmon J, Anamorfosi evasione e ritorno, Officina Edizioni, Roma, 1981
- William Hogarth. L'analisi della bellezza, Edizioni 10/17, Salerno, 1988.
- Il progetto moderno dell'arte, Giancarlo Politi Editore, Milano, 1988.
- Alberto Faietti. Cenere d'argento, Mazzotta, Milano, 1989.
- Antonio Bueno. Viaggio intorno alle impronte, Bora, 1990.
- La profezia di una società estetica. Saggio sull'avanguardia artistica e sul movimento dell'architettura moderna, Editoriale Modo, Milano, 2001.